# فكري الحبيشي
فكري الحبيشي، من مواليد 18 ابريل 1978 في اليمن، لاعب كرة قدم يمني.
لعب مع نادي شعب أب وفاز معه بالدوري اليمني. كما حقق لقب هداف الدوري
في عام 2009، ثم انتقل إلى نادي الصقر في تعز.
ولقد مثل منتخب اليمن لكرة القدم في عدة مباريات، وسجل 4 أهداف للمنتخب الوطني، وهدف واحد ضد كل من الهند و جيبوتي، وجزر المادليف، وأرتيريا.

## روابط خارجية
- فكري الحبيشي على موقع قاعدة بيانات كرة القدم.إي يو (الإنجليزية)
- فكري الحبيشي على موقع ناشيونال فوتبول تيمز (الإنجليزية)
- فكري الحبيشي على موقع كووورة